# POWER BAY WEEKEND
POWER BAY WEEKEND（パワー ベイ ウィークエンド）は、bayfmでの毎週土曜日と日曜日6:00～7:30に放送されていたラジオ番組である。

## 番組概要
- 2005年10月1日、放送開始。当初は6:00～7:52だった。
- 2007年10月 「SUNSTAR HAPPY MORNING」放送に伴い、放送時間が6:00～7:30になる。

## 各曜日のDJ

### 現在のDJ
- 土曜日・日曜日
  - KOUSAKU（2005年10月-2008年6月29日）

## DJの変遷
- 土曜日

KOUSAKU（2005年10月1日-2008年6月28日 ）
- 日曜日

KOUSAKU（2005年10月2日-2008年6月29日 ）